# Vásárhelyi Hírlap
Vásárhelyi Hírlap (/ˈvaːʃaːɾhɛji ˈhiːɾlɒp/) est un quotidien roumain de langue hongroise fondé en 2007 à Târgu Mureș. Son nom signifie « Gazette de Târgu Mureș » (Marosvásárhely en hongrois).